# Крюківський район
Крюківський район — адміністративний район міста Кременчук на правому березі Дніпра й частково на лівому. На півночі обмежений водами Дніпра й Автозаводським районом Кременчука; на півдні обмежений ланами Кременчуцького району.
Район має особливе географічне розташування: р. Дніпро розділила його територію на лівобережну та правобережну частини.

## Історія
Указом Президії Верховної Ради Української РСР від 3 березня 1975 року № 3568-УШ в м. Кременчуці було утворено два райони — Крюківський та Автозаводський.
Вибори у Крюківську районну Раду депутатів трудящих відбулися 15 червня 1975 року.
Перша сесія Крюківської районної ради, проведена 20 червня 1975 року визнала повноваження всіх обраних 222 депутатів та сформувала виконавчий орган.
Головою райвиконкому було обрано Некраша Миколу Івановича, заступником — Требу Тамару Михайлівну, секретарем — Череп'яного Андрія Олександровича.

## Структура

### Місцевості
Частина центру, власне Крюків, Раківка, 1-ий, 2-ий, 3-ий Занасип.
До складу Крюківського району протягом двох років відносилося і місто Комсомольськ, яке в червні 1977 року рішенням Президії Верховної Ради УРСР стало окремим містом обласного підпорядкування.

### Головні вулиці
У районі 147 вулиць, 121 провулок, 21 проїзд, 27 тупиків. Основними і найбільшими серед них є:
- на правому березі:
  - Набережна лейтенанта Дніпрова
  - вулиця Івана Приходька
  - Гайдамацька вулиця
  - вулиця Академіка Герасимовича
  - вулиця Республіканська
- на лівому березі:
  - Першотравнева
  - Соборна
  - Троїцька
  - Небесної Сотні
  - Республіканська
  - Халаменюка
  - проспект Свободи
  - Велика Набережна

Житловий фонд становить більше 500 багатоповерхівок та майже 9 тисяч будинків приватного сектора. Налічується 4 парки та 10 скверів. На початку 2000-х рр. закладено нові зелені масиви — парк «Юність», сквери «Крюківський», «Привокзальний», сквер на честь 100 річчя Івана Приходька та сквер «Березовий гай». Статус пам'ятки природи місцевого значення має Міський сад.
Розвинена мережа торгово-побутових закладів. Послуги населенню надають 255 торгових магазинів, салонів та кафе-барів, 102 кіоски та павільйони, 5 ринків, 16 перукарень, 10 стоматологічних кабінетів та 13 аптек. У районі діє 4 стаціонарних, 8 амбулаторно-поліклінічних лікувальних закладів.

## Промисловість
ПАТ «Крюківський вагонобудівний завод» — один з найбільших і найстаріших виробників транспортних засобів, в першу чергу залізничного рухомого складу в Україні. Є єдиним підприємством в Україні, яке освоїло серійний випуск пасажирських та вантажних вагонів.
ПАТ «Кременчуцький завод дорожніх машин» є потужним підприємством України. Його історія починається з 1870 року. Після успішного освоєння виробництва асфальтозмішувальних установок ця продукція стала основною для підприємства.
ПАТ «Кременчуцький сталеливарний завод» — підприємством з виготовлення сталевого лиття для вантажних вагонів і великовантажних автомобілів. Завод також виробляє широкий асортимент сталевого й чавунного лиття різних конфігурацій.
ТОВ «Кременчуцький автоскладальний завод» — сучасне підприємство, його головними напрямками діяльності є організація складання автомобілів з вузлів, агрегатів і запасних частин, виконання передпродажної підготовки, гарантійного і технічного обслуговування автомобілів та здійснення інших видів діяльності.
В районі також багато інших підприємств різних галузей: ЗАТ «Кременчуцька кондитерська фабрика», ВАТ «Кременчуцький хлібокомбінат», ВАТ «Кременчуцький річковий порт», КП «Житлобуд», ЗАТ «Крюківбудтехмонтаж», приватне підприємство «Лукас», підприємство по виготовленню меблів «Пластбуд» тощо.

## Галерея

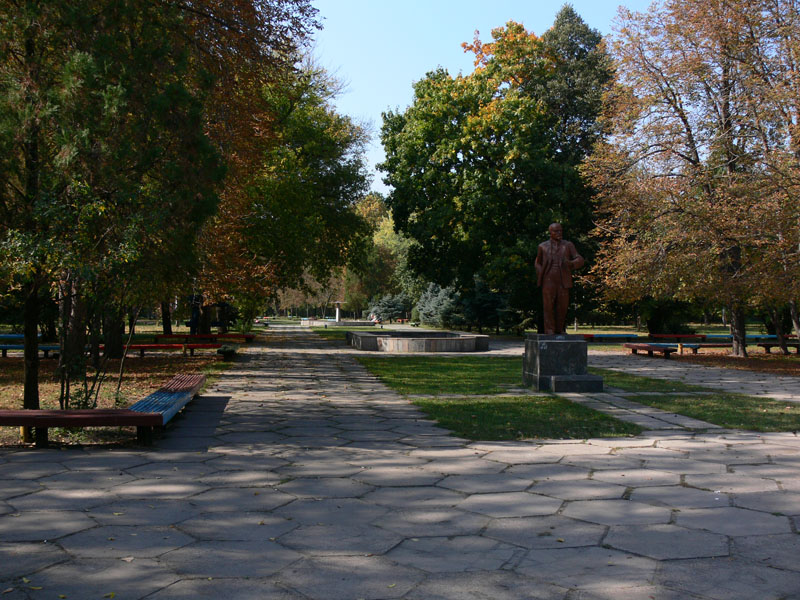
Парк Крюківського вагонобудівного заводу ім. І. М. Приходька
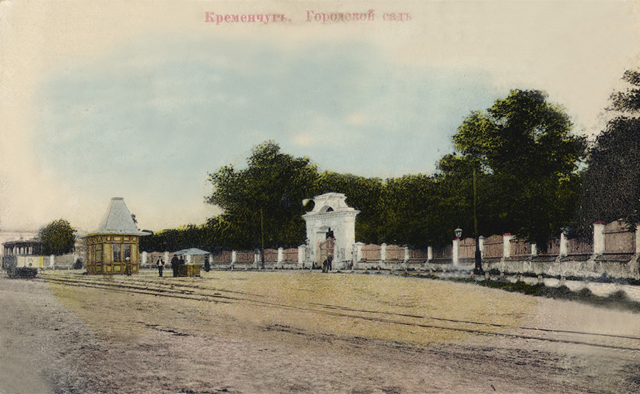
Міський сад. Початок XX століття
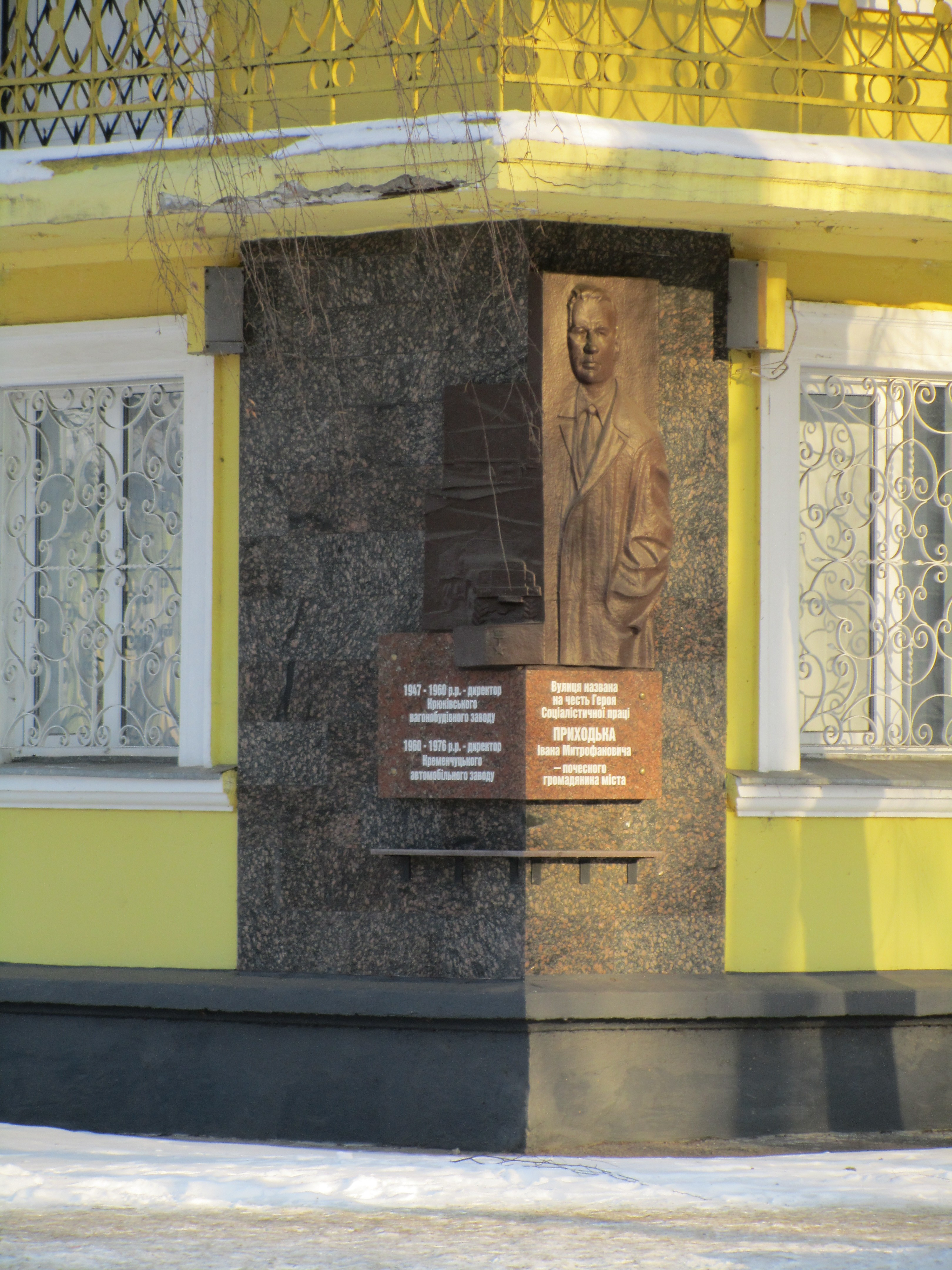
На вулиці І. Приходька
На вулиці Набережна Лейтенанта Дніпрова
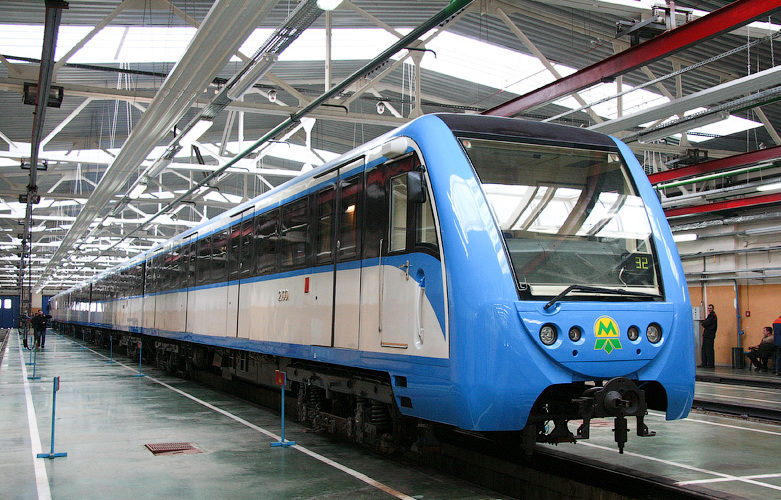
Метровагони виробництва КВБЗ
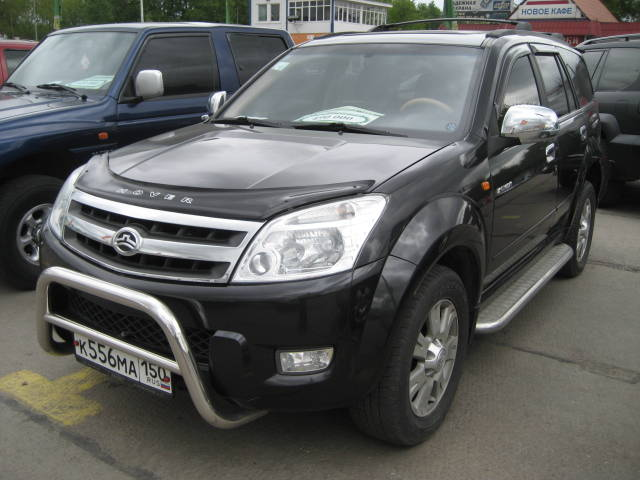
Great Wall Hover — продукція Кременчуцького автоскладального заводу
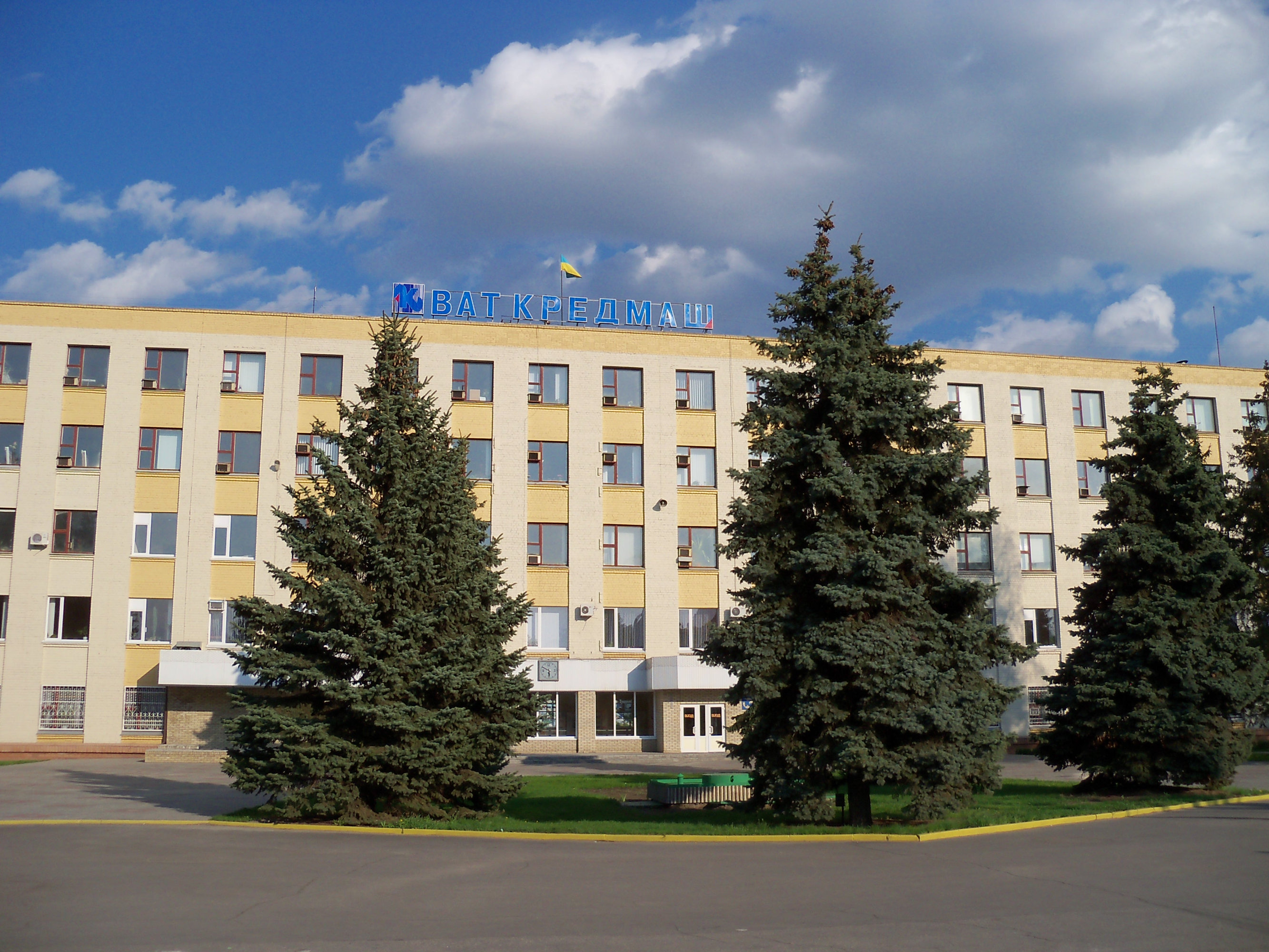
Прохідна «Кредмашу»